# Robert Noorduyn
Robert Bernard Cornelis Noorduyn (6 avril 1893 - 22 février 1959) est un ingénieur aéronautique né le 6 avril 1893 à Nimègue, aux Pays-Bas, et décédé le 22 février 1959 à South Burlington, Vermont, aux États-Unis.

## Enfance et formation
Victime très jeune d’un accident de circulation, il perdit une jambe, ce qui l’obligea à marcher toute sa vie avec un membre artificiel. Après avoir reçu une formation technique aux Pays-Bas puis en Allemagne, Robert Noorduyn, dont la mère était anglaise, gagna la Grande-Bretagne en 1913. Apprenti chez Sopwith, où il se forma à la construction aéronautique, il rejoignit ensuite son compatriote Frederick Koolhoven chez Armstrong Whitworth, devenant successivement chef de projet puis inspecteur. 
En 1917, Noorduyn et Koolhoven participèrent à la création de British Aerial Transport (BAT). Le premier y devint inspecteur d’essais après avoir appris à piloter sur un Caudron G-II malgré son handicap. BAT disparut peu après l’Armistice de 1918 et Robert Noorduyn regagna les Pays-Bas alors qu’Anthony Fokker constituait une nouvelle usine dans son pays d’origine. C’est donc tout naturellement que Fokker engagea Noorduyn.

## Fokker comme tremplin
En 1921, Anthony Fokker demanda à Noorduyn de l’accompagner aux États-Unis et de l’assister auprès des autorités américaines en raison de son excellente pratique de la langue anglaise. Il resta finalement sur place et supervisa en 1924 la création d’Atlantic Aviation Corporation tout en commençant à participer à la conception d’avions en collaboration avec Anthony Fokker. Il fut directement responsable du développement du Fokker Universal, robuste monomoteur à aile haute particulièrement bien adapté aux besoins de l’aviation canadienne. Il a également collaboré à la conversion en bimoteur du monomoteur Fokker F.VIII.
Début 1929, Noorduyn quitta Fokker pour la firme Bellanca, installée à Wilmington, dans le Delaware. Après avoir dessiné le Bellanca Skyrocket, il contribua très largement à l’amélioration du Pacemaker, qui connut également un succès indéniable au Canada. 
En 1932, on retrouve Robert Noorduyn à la Pitcain-Cierva Autogiro Company of America, où il dessina le premier autogire quadriplace à cabine fermée, le Pitcairn PA-19.

## Le Norseman
Début 1933 Robert Noorduyn créa avec Walter Clayton à Montréal la Noorduyn Aircraft Limited, qui devait se transformer en Noorduyn Aviation deux ans plus tard. Après avoir dessiné des avions pour les autres, Noorduyn se décidait donc à produire ses propres appareils.
À partir de son expérience avec les Fokker Universal et Bellanca Pacemaker, Noorduyn estimait que le marché canadien avait besoin d’un avion monoplan à aile haute, ce qui facilitait les opérations de chargement et de déchargement, utilisable sur flotteurs, skis ou roulettes, robuste et offrant une capacité suffisante pour permettre à tout opérateur de gagner de l’argent en utilisant les terrains sommairement aménagés du bush. Divers appareils existaient déjà, restait donc à réaliser un appareil meilleur que tous les avions existants dans ce créneau. S’inspirant fortement des productions Fokker, le Noorduyn Norseman, qui effectua son premier vol en 1936, avait un fuselage à structure métallique supportant des cadres en bois, une voilure en bois et des ailerons et volets en tubes d’acier soudés. Cet avion à revêtement était entoilé fut apprécié par les civils comme par les militaires, devenant une référence dans sa catégorie. 903 Norseman ont été produits et utilisés dans 68 pays.
Le dernier Norseman construit fut livré à son utilisateur civil le 19 janvier 1959. Malade, Robert Noorduyn décéda chez lui à South Burlington, dans le Vermont, le 22 février 1959.

## Sources
- Larry Milberry, Aviation in Canada, McGraw-Hill Ryerson, Toronto (1979)  (ISBN 0-07-082778-8)